# Superliga 2 Masculina de Voleibol de España 2012-13
Este anexo recoge las clasificaciones de la Superliga 2 masculina en la temporada 2012-2013.

## Equipos
Equipos participantes en la temporada 2012-2013 en Superliga 2 masculina de voleibol.
| Club                       | Nombre                     | Sede                          | Región               | Pabellón                              |
| -------------------------- | -------------------------- | ----------------------------- | -------------------- | ------------------------------------- |
| AD Cáceres VB              | AD Cáceres VB              | Cáceres                       | Extremadura          | P.M. Teodoro Casado                   |
| CDV Textil Santanderina    | CDV Textil Santanderina    | Cabezón de la Sal (Cantabria) | Cantabria            | Pabellón Municipal                    |
| CV AA Llars Mundet         | CV AA Llars Mundet         | Barcelona                     | Cataluña             | Pabellón Municipal del Carmel         |
| CV Almoradí                | CV Almoradí                | Almoradí (Alicante)           | Comunidad Valenciana | Nuevo Pabellón De Almoradí            |
| CV Leganés                 | cvleganes.com              | Leganés (Madrid)              | Comunidad de Madrid  | Pabellón Emilia Pardo Bazán           |
| Cyl Palencia 2014          | CyL Palencia 2014          | Palencia                      | Castilla y León      | Campo de la Juventud                  |
| Club Voleibol Emevé        | Emeve                      | Lugo                          | Galicia              | Pabellón Municipal de Deportes        |
| F.C. Barcelona             | F.C. Barcelona             | Barcelona                     | Cataluña             | Parque Deportivo Llobregat (Cornellá) |
| Intasa San Sadurniño       | Intasa San Sadurniño       | San Saturnino (La Coruña)     | Galicia              | P.M. de San Sadurniño                 |
| Univ. Politécnica Valencia | Univ. Politécnica Valencia | Valencia                      | Comunidad Valenciana | Universidad Politécnica Valencia      |

Al haber menos de 14 equipos se disputará una liga de todos contra todos. Ascenderán a la división superior los dos equipos mejor clasificados y descenderá a la división inferior el último clasificado.

## Competición
Clasificación tras la disputa de la jornada 18.
| Pos. | Nombre                     | Pts. | J 1 | J 2 | J 3 | J 4 | J 5 | J 6 | J 7 | J 8 | J 9 | J 1 0 | J 1 | J 1 2 | J 1 3 | J 1 4 | J 1 5 | J 1 6 | J 1 7 | J 1 8 |
| ---- | -------------------------- | ---- | --- | --- | --- | --- | --- | --- | --- | --- | --- | ----- | --- | ----- | ----- | ----- | ----- | ----- | ----- | ----- |
| 1    | CV Almordí                 | 45   | 1   | 0   | 3   | 3   | 3   | 3   | 2   | 2   | 3   | 3     | 3   | 3     | 3     | 3     | 2     | 2     | 3     | 3     |
| 2    | CyL Palencia 2014          | 45   | 3   | 3   | 3   | 3   | 3   | 0   | 0   | 3   | 3   | 3     | 0   | 3     | 3     | 3     | 3     | 3     | 3     | 3     |
| 3    | Club Voleibol Emevé        | 36   | 1   | 3   | 3   | 0   | 3   | 2   | 3   | 1   | 3   | 3     | 2   | 0     | 0     | 3     | 3     | 0     | 3     | 3     |
| 4    | Univ. Politécnica Valencia | 32   | 2   | 0   | 0   | 3   | 3   | 3   | 3   | 2   | 2   | 3     | 3   | 0     | 3     | 2     | 0     | 3     | 0     | 0     |
| 5    | CV AA Llars Mundet         | 30   | 2   | 3   | 3   | 0   | 0   | 3   | 3   | 0   | 1   | 0     | 3   | 3     | 3     | 0     | 3     | 0     | 0     | 3     |
| 6    | CDV Textil Santanderina    | 26   | 0   | 3   | 0   | 3   | 1   | 2   | 1   | 3   | 3   | 0     | 0   | 3     | 0     | 0     | 3     | 1     | 3     | 0     |
| 7    | AD Cáceres VB              | 22   | 2   | 2   | 3   | 0   | 0   | 1   | 0   | 3   | 0   | 0     | 3   | 1     | 0     | 1     | 0     | 3     | 0     | 3     |
| 8    | cvleganes.com              | 20   | 1   | 0   | 0   | 1   | 2   | 0   | 3   | 0   | 0   | 0     | 1   | 0     | 2     | 3     | 1     | 3     | 3     | 0     |
| 9    | Intasa San Sadurniño       | 7    | 0   | 0   | 0   | 2   | 0   | 1   | 0   | 1   | 0   | 0     | 0   | 2     | 1     | 0     | 0     | 0     | 0     | 0     |
| 10   | F.C. Barcelona             | 7    | 3   | 1   | 0   | 0   | 0   | 0   | 0   | 0   | 0   | 3     | 0   | 0     | 0     | 0     | 0     | 0     | 0     | 0     |

Pts = Puntos; J = Jornada

### Evolución de la clasificación
| Equipo / Jornada           | 01 | 02 | 03 | 04 | 05 | 06 | 07 | 08 | 09 | 10 | 11 | 12 | 13 | 14 | 15 | 16 | 17 | 18 |
| -------------------------- | -- | -- | -- | -- | -- | -- | -- | -- | -- | -- | -- | -- | -- | -- | -- | -- | -- | -- |
| CV Almordí                 | 6  | 8  | 5  | 4  | 2  | 2  | 1  | 1  | 1  | 1  | 1  | 1  | 1  | 1  | 1  | 1  | 1  | 1  |
| CyL Palencia 2014          | 1  | 1  | 1  | 1  | 1  | 1  | 3  | 2  | 2  | 2  | 3  | 2  | 2  | 2  | 2  | 2  | 2  | 2  |
| Club Voleibol Emevé        | 7  | 5  | 4  | 5  | 3  | 3  | 2  | 4  | 3  | 3  | 4  | 4  | 5  | 4  | 3  | 4  | 3  | 3  |
| Univ. Politécnica Valencia | 3  | 7  | 8  | 7  | 4  | 4  | 4  | 3  | 4  | 4  | 2  | 3  | 3  | 3  | 4  | 3  | 4  | 4  |
| CV AA Llars Mundet         | 4  | 2  | 2  | 2  | 5  | 5  | 5  | 5  | 6  | 6  | 5  | 5  | 4  | 5  | 5  | 5  | 5  | 5  |
| CDV Textil Santanderina    | 10 | 6  | 7  | 6  | 7  | 6  | 6  | 6  | 5  | 5  | 6  | 6  | 6  | 6  | 6  | 6  | 6  | 6  |
| AD Cáceres VB              | 5  | 3  | 3  | 3  | 6  | 7  | 7  | 7  | 7  | 7  | 7  | 7  | 7  | 7  | 7  | 7  | 8  | 7  |
| cvleganes.com              | 8  | 9  | 9  | 10 | 8  | 8  | 8  | 8  | 8  | 8  | 8  | 8  | 8  | 8  | 8  | 8  | 7  | 8  |
| Intasa San Sadurniño       | 9  | 10 | 10 | 9  | 10 | 10 | 10 | 9  | 9  | 10 | 10 | 10 | 9  | 9  | 9  | 9  | 9  | 9  |
| F.C. Barcelona             | 2  | 4  | 6  | 8  | 9  | 9  | 9  | 10 | 10 | 9  | 9  | 9  | 10 | 10 | 10 | 10 | 10 | 10 |

## Copa del príncipe
La Copa Príncipe reunió en la ciudad gallega a los equipos de CDV Textil Santanderina, CV Almoradí, Universidad Politécnica de Valencia, además de Club Voleibol Emevé, que ejerció de organizador en dos días de competición absolutamente abiertos.Se celebró el 12 y 13 de enero de 2013 en el PALACIO MUNICIPAL DE DEPORTES Rúa Santiago, s/n. Lugo y los árbitros fueron María Isabel Suárez (Asturias) y Daniel Carbajal (Asturias). Los resultados fueron los siguientes: 
| 12/01/2013 - 19:00 horas 1 ª Semifinal |   |    |    |    |    |   |
| Emevé                                  | 3 | 25 | 17 | 25 | 25 | - |
| CDV Textil Santanderina                | 1 | 22 | 25 | 19 | 21 | - |

| 12/01/2013 - 21:00 horas 2 ª Semifinal |   |    |    |    |   |   |
| CV Almoradí                            | 3 | 25 | 25 | 25 | - | - |
| Universidad Politécnica Valencia       | 0 | 22 | 16 | 21 | - | - |

| 13/01/2013 (12:00 horas) - FINAL |   |    |    |    |    |   |
| Emevé                            | 1 | 25 | 24 | 22 | 26 | - |
| CV Almoradí                      | 3 | 22 | 26 | 25 | 28 | - |

Dossier de prensa

## Jugadores

### MVP y siete ideal por jornada
Esta tabla mostrará los jugadores que cada jornada la RFEVB designa como jugador más valioso (MVP) y como miembro del siete ideal.
| Jugador                   | Origen   | Club                       | MVP | 7 id. | 01 | 02 | 03 | 04 | 05 | 06 | 07 | 08 | 09 | 10 | 11 | 12 | 13 | 14 | 15 | 16 | 17 | 18 |
| ------------------------- | -------- | -------------------------- | --- | ----- | -- | -- | -- | -- | -- | -- | -- | -- | -- | -- | -- | -- | -- | -- | -- | -- | -- | -- |
| Víctor Bouza              | España   | Club Voleibol Emevé        | 3   | 4     |    | M  | M  |    |    |    |    |    |    |    | M  |    |    | *  |    |    |    |    |
| Albrecht Glitz            | Alemania | CV AA Llars Mundet         | 2   | 6     |    |    |    |    |    |    | *  |    | *  |    |    | *  | M  |    | M  |    | *  |    |
| Juan Díaz Romeral         | España   | Club Voleibol Emevé        | 2   | 6     |    |    |    | *  | M  | M  |    | *  |    | *  | *  |    |    |    |    |    |    |    |
| Miguel Mateo              | España   | CDV Textil Santanderina    | 2   | 5     |    |    | *  |    |    |    | *  |    | M  |    |    |    |    |    |    |    | M  | *  |
| Juan Manuel González      | España   | CyL Palencia 2014          | 2   | 3     |    |    | *  |    |    |    |    |    |    | M  |    |    |    | M  |    |    |    |    |
| Pablo Dus                 | España   | CV Almordí                 | 2   | 3     |    |    |    | *  |    |    | M  |    |    |    |    |    |    |    |    |    |    | M  |
| Francisco Tomás           | España   | CV Almordí                 | 1   | 4     |    |    |    |    | *  |    | *  | M  |    |    |    |    |    |    |    |    |    | *  |
| Ángel Trinidad de Haro    | España   | CyL Palencia 2014          | 1   | 3     |    |    |    |    |    |    |    |    |    |    |    |    | *  |    |    | M  | *  |    |
| Diego Mahía               | España   | Intasa San Sadurniño       | 1   | 2     |    |    |    | M  |    |    |    |    |    |    |    | *  |    |    |    |    |    |    |
| Pablo Lorenzo             | España   | CV Almordí                 | 1   | 2     |    |    |    |    |    |    |    |    |    |    |    | M  |    |    | *  |    |    |    |
| José Vicente Cabrera      | España   | CV Almordí                 |     | 6     |    |    |    | *  |    | *  | *  |    |    |    | *  | *  |    |    |    |    | *  |    |
| Marcos Piñón              | España   | Intasa San Sadurniño       |     | 5     |    | *  |    | *  |    | *  |    | *  |    |    |    | *  |    |    |    |    |    |    |
| Vicente Monfort           | España   | Univ. Politécnica Valencia |     | 5     |    |    |    |    | *  | *  |    | *  | *  |    | *  |    |    |    |    |    |    |    |
| Javier Monfort            | España   | Univ. Politécnica Valencia |     | 4     |    |    |    |    |    | *  |    | *  |    | *  | *  |    |    |    |    |    |    |    |
| Alexánder Pérez           | España   | AD Cáceres VB              |     | 3     |    | *  | *  |    |    |    |    | *  |    |    |    |    |    |    |    |    |    |    |
| Carlos Acedo              | España   | Univ. Politécnica Valencia |     | 3     |    |    |    |    | *  |    | *  |    |    |    | *  |    |    |    |    |    |    |    |
| Fernando Román            |          | cvleganes.com              |     | 3     |    |    |    |    |    |    |    |    |    |    |    |    | *  |    | *  | *  |    |    |
| Ignacio Calderé           | España   | CV AA Llars Mundet         |     | 3     |    |    |    |    |    |    | *  |    | *  |    | *  |    |    |    |    |    |    |    |
| Manuel de Amo             | España   | cvleganes.com              |     | 3     |    |    |    |    |    |    |    |    |    |    |    |    | *  |    |    | *  | *  |    |
| Miguel A. Fornés          | España   | CyL Palencia 2014          |     | 3     |    |    |    |    |    |    |    |    |    | *  |    |    | *  |    |    |    | *  |    |
| Pablo Suárez              | España   | Intasa San Sadurniño       |     | 3     |    |    |    |    |    |    |    | *  |    |    |    |    |    | *  |    | *  |    |    |
| Andrés Hernández-Silveiro | España   | AD Cáceres VB              |     | 2     |    |    |    |    |    |    |    |    |    |    |    |    |    |    |    | *  |    | *  |
| Carlos Jiménez Gallego    | España   | CyL Palencia 2014          |     | 2     |    | *  |    | *  |    |    |    |    |    |    |    |    |    |    |    |    |    |    |
| Daniel Luján              | España   | Univ. Politécnica Valencia |     | 2     |    |    |    |    |    |    |    |    |    |    |    |    |    |    |    | *  |    | *  |
| Daniel Macarro            | España   | CDV Textil Santanderina    |     | 2     |    |    | *  |    |    |    |    |    | *  |    |    |    |    |    |    |    |    |    |
| Elliot Bañón              | España   | CV AA Llars Mundet         |     | 2     |    |    |    |    |    |    |    |    |    |    |    |    | *  |    | *  |    |    |    |
| Jordi Marcé               | España   | F.C. Barcelona             |     | 2     |    |    |    |    |    |    |    |    |    | *  |    |    |    |    |    |    |    | *  |
| Kefren Bravo              | España   | cvleganes.com              |     | 2     |    |    | *  |    |    |    |    |    |    |    |    |    | *  |    |    |    |    |    |
| Marco Zayas               | España   | Club Voleibol Emevé        |     | 2     |    |    | *  |    |    |    |    |    |    |    |    |    |    |    | *  |    |    |    |
| Miguel Chao               | España   | AD Cáceres VB              |     | 2     |    |    |    |    |    |    |    |    |    |    |    |    |    |    |    | *  |    | *  |
| Óscar Gabas               | España   | F.C. Barcelona             |     | 2     |    |    |    |    |    |    |    |    |    |    |    |    |    | *  |    |    | *  |    |
| Pablo Wegmann             | Alemania | cvleganes.com              |     | 2     |    | *  |    |    |    |    |    |    |    |    |    | *  |    |    |    |    |    |    |
| Álvaro Tejero             | España   | cvleganes.com              |     | 1     |    |    |    |    |    |    |    |    |    |    |    |    |    |    | *  |    |    |    |
| Álvaro Villalba           | España   | Univ. Politécnica Valencia |     | 1     |    |    |    |    |    |    |    |    |    |    |    |    |    | *  |    |    |    |    |
| Antonio Castaño           | España   | CV Almordí                 |     | 1     |    |    |    |    |    |    |    |    |    |    |    |    |    |    | *  |    |    |    |
| Boris Rodríguez           | España   | Club Voleibol Emevé        |     | 1     |    |    |    |    | *  |    |    |    |    |    |    |    |    |    |    |    |    |    |
| César Marcobal            | España   | F.C. Barcelona             |     | 1     |    | *  |    |    |    |    |    |    |    |    |    |    |    |    |    |    |    |    |
| Ferran Sacrest            | España   | F.C. Barcelona             |     | 1     |    |    |    |    | *  |    |    |    |    |    |    |    |    |    |    |    |    |    |
| Francesc Plaza            | España   | F.C. Barcelona             |     | 1     |    |    |    |    |    |    |    |    |    | *  |    |    |    |    |    |    |    |    |
| Iván Baldó                | España   | CV Almordí                 |     | 1     |    |    |    |    |    |    |    |    |    | *  |    |    |    |    |    |    |    |    |
| J. Alberto Rodríguez      | España   | Intasa San Sadurniño       |     | 1     |    |    |    |    |    | *  |    |    |    |    |    |    |    |    |    |    |    |    |
| Jordi Monfort             | España   | CV AA Llars Mundet         |     | 1     |    |    |    |    |    | *  |    |    |    |    |    |    |    |    |    |    |    |    |
| José Acedo                | España   | AD Cáceres VB              |     | 1     |    | *  |    |    |    |    |    |    |    |    |    |    |    |    |    |    |    |    |
| José María Castellano     | España   | CyL Palencia 2014          |     | 1     |    |    |    |    |    |    |    |    | *  |    |    |    |    |    |    |    |    |    |
| Juan Vicente Montero      | España   | Intasa San Sadurniño       |     | 1     |    |    |    | *  |    |    |    |    |    |    |    |    |    |    |    |    |    |    |
| Kevin Banacloche          | España   | Univ. Politécnica Valencia |     | 1     |    |    |    |    |    |    |    |    |    |    |    |    |    | *  |    |    |    |    |
| Manuel Fernández          | España   | cvleganes.com              |     | 1     |    |    |    |    |    |    |    |    |    |    |    |    |    | *  |    |    |    |    |
| Roberto Rojo              | España   | CDV Textil Santanderina    |     | 1     |    |    |    |    |    |    |    |    | *  |    |    |    |    |    |    |    |    |    |
| Rubén Piquet              | España   | CDV Textil Santanderina    |     | 1     |    |    |    |    |    |    |    |    |    |    |    | *  |    |    |    |    |    |    |
| Thomas Cervetti           | Francia  | Univ. Politécnica Valencia |     | 1     |    |    |    |    | *  |    |    |    |    |    |    |    |    |    |    |    |    |    |

Nota.- En la jornada 1 la RFEVB no publicó esta clasificación.

### MVP y 7 ideal de la temporada
| Jugador              | Origen   | Club                | Posición   |
| -------------------- | -------- | ------------------- | ---------- |
| Víctor Bouza         | España   | Club Voleibol Emevé | Receptor   |
| Ángel Trinidad       | España   | CyL Palencia 2014   | Colocador  |
| Juan Díaz Romeral    | España   | Club Voleibol Emevé | Opuesto    |
| Albrecht Glitz       | Alemania | CV AA Llars Mundet  | Receptor   |
| Miguel A. Fornés     | España   | CyL Palencia 2014   | Central    |
| José Vicente Cabrera | España   | CV Almordí          | Central    |
| Antonio Castaño      | España   | CV Almordí          | Líbero     |
|                      |          |                     |            |
| Pedro Miralles       | España   | CV Almordí          | Entrenador |

### Mejores anotadores
En esta sección aparecerán los 10 jugadores con mejor promedio de puntos por set disputado, según las estadísticas de los partidos publicadas por la RFEVB. Para ello es preciso que el jugador haya disputado al menos dos sets por partido.
| Jugador                | Origen   | Club                       | Pts. | Sets | P.P.S. | 01 | 02 | 03 | 04 | 05 | 06 | 07 | 08 | 09 | 10 | 11 | 12 | 13 | 14 | 15 | 16 | 17 | 18 |
| ---------------------- | -------- | -------------------------- | ---- | ---- | ------ | -- | -- | -- | -- | -- | -- | -- | -- | -- | -- | -- | -- | -- | -- | -- | -- | -- | -- |
| Juan Díaz Romeral      | España   | Club Voleibol Emevé        | 385  | 62   | 6,210  | 24 | 15 | 25 | 32 | 26 | 38 | 20 | 30 | 32 | 25 | 30 | 14 | 21 | 20 | 16 | 17 |    |    |
| Miguel Mateo           | España   | CDV Textil Santanderina    | 410  | 70   | 5,857  | 5  | 15 | 38 | 21 | 28 | 34 | 29 | 23 | 21 | 19 | 13 | 17 | 27 | 25 | 20 | 25 | 27 | 23 |
| Víctor Bouza           | España   | Club Voleibol Emevé        | 280  | 62   | 4,516  | 18 | 21 | 30 | 12 | 11 | 17 | 15 | 19 | 13 | 15 | 26 | 19 | 20 | 13 | 18 | 13 |    |    |
| Juan Manuel González   | España   | CyL Palencia 2014          | 165  | 37   | 4,459  | 10 |    | 15 |    | 4  |    |    | 15 | 1  | 26 | 12 | 9  | 17 | 27 |    | 14 | 11 | 4  |
| Álvaro Villalba        | España   | Univ. Politécnica Valencia | 225  | 52   | 4,327  |    | 9  |    | 8  | 17 | 15 | 14 | 18 | 26 | 14 | 15 | 14 | 24 | 26 | 14 | 11 |    |    |
| Albrecht Glitz         | Alemania | CV AA Llars Mundet         | 261  | 66   | 3,955  | 16 | 11 | 14 | 8  | 6  | 11 | 25 | 8  | 18 | 12 | 11 | 22 | 22 | 8  | 19 | 24 | 22 | 4  |
| Manuel Barrios         | España   | AD Cáceres VB              | 153  | 41   | 3,732  | 12 | 15 | 10 | 8  | 14 | 21 | 18 | 7  |    |    | 23 | 14 | 11 |    |    |    |    |    |
| Fernando Román         |          | cvleganes.com              | 214  | 58   | 3,690  |    | 2  |    | 3  | 7  | 2  | 9  | 19 | 14 | 5  | 21 | 21 | 29 | 14 | 27 | 18 | 17 | 6  |
| Diego Mahía            | España   | Intasa San Sadurniño       | 197  | 55   | 3,582  | 16 | 15 | 8  | 28 | 14 | 5  |    | 15 | 18 | 5  | 12 | 17 | 16 |    | 9  | 7  | 12 |    |
| Carlos Jiménez Gallego | España   | CyL Palencia 2014          | 152  | 43   | 3,535  | 17 | 21 |    | 17 | 11 | 17 |    | 11 | 13 | 7  | 13 | 5  |    | 4  |    | 11 |    | 5  |

Pts = Puntos; Sets = Sets disputados con su equipo; P.P.S. = Puntos por set.